# Serbiska medborgarförbundet
Serbiska Medborgarförbundet (Грађански савез Србије) var ett socialliberalt parti i Serbien, som existerade mellan 1992 och 2007.
Det bildades 1992 genom samgående mellan det jugoslaviska partiet Republikanska klubben och Reformistpartiet.
1997 hoppade ett antal medlemmar, ledda av Žarko Korać, av partiet och bildade Socialdemokratiska unionen.
I valet år 2000 deltog Medborgarförbundet i valkartellen Serbiens Demokratiska opposition - en motståndsallians riktad mot premiärminister Slobodan Milošević och styrande Serbiens socialistiska partiet.
I slutet av mars 2007 gick Serbiska medborgarförbundet upp i Liberaldemokratiska partiet. 